# İradə Aşumova
Irİradə Suleyman qizi Aşumova (in azero İradə Süleyman qızı Aşumova; Baku, 25 febbraio 1958) è un'ex tiratrice a segno azera, fino al 1991 sovietica.

## Palmarès
Olimpiadi
- 1 medaglia:
  - 1 bronzo (Atene 2004 nella pistola 25 m[1])

Mondiali
- 3 medaglie:
  - 3 argenti (Città del Messico 1985 nei 10 m aria compressa[2]; Barcellona 1998 nella pistola 25 m[1]; Lahti 2002 nella pistola 25 m[1])